# 镇江中安足球俱乐部
镇江中安足球俱乐部，是已经解散的中国半职业足球俱乐部，曾参加了2007年的中国足球乙级联赛。
俱乐部的前身是2002年成立的上海维润足球俱乐部，曾參加2004年的中国足球乙级联赛，在南区比赛中未能出线而遭到淘汰。当时球员大都来自上海名帅徐根宝的足球基地。
2007年，俱乐部迁往临近的镇江市，是江苏省内继江苏舜天、南京有有、苏州趣普仕之后的第四支职业足球俱乐部，也是镇江市的第一支职业足球俱乐部。球队的主体育场为镇江句容体育场，俱乐部还得到了江苏科技大学的支持，主力球员中有相当部分成为江苏科技大学的在校大学生，希望成为继北京理工大学足球队之后中国足坛又一支体教结合的职业足球俱乐部。但是最终球队只在分区赛名列第7，未能进入决赛阶段。
2008年赛季开始前，球队并入苏州趣普仕足球俱乐部，成立了苏州趣普仕中安足球俱乐部，从此解散。时隔一年，新的苏州趣普仕又并入了宁波华奥，也此解散。

## 曾用名
- 2002-2006年上海维润
- 2007-2008年镇江中安

## 俱乐部历年成绩
| 年 份  | 事 项                       |
| ------ | --------------------------- |
| 2002年 | 上海维润成立                |
| 2004年 | 参加乙级联赛，南区未能出线  |
| 2007年 | 镇江中安成立，乙级北区第7名 |
| 2008年 | 球队并入苏州趣普仕          |